# Баженов, Николай Александрович
Николай Александрович Баженов (29 октября 1921 — 9 июля 2002) — первый заместитель генерального прокурора СССР, государственный советник юстиции 1-го класса, заслуженный юрист РСФСР.

## Биография
Окончил Московское военное училище имени Верховного Совета РСФСР в 1941.
Участник Великой Отечественной войны с 1941 до 1943, в результате боевых действий получил инвалидность.
С 1942 года член ВКП(б). В 1946 окончил Горьковскую юридическую школу, в 1950 окончил Всесоюзный заочный юридический институт. С 1946 года работал в различных органах прокуратуры: был районным прокурором в Горьковской области, заместителем прокурора Горьковской области. С 1959 по 1961 — прокурор Чувашской АССР, затем первым заместитель прокурора Узбекской ССР. С 1963 по 1967 — прокурор Приморского края, затем начальник отдела по надзору за рассмотрением уголовных дел в судах Прокуратуры РСФСР. С 1969 по 1981 — прокурор Куйбышевской области, с 1981 до 1987 год — первый заместитель генерального прокурора СССР.
В 1986 году был членом правительственной комиссии СССР по ликвидации последствий аварии на Чернобыльской АЭС.

## Память
- Именем Баженова названы новая улица в Красноглинском районе Самары[3] и самарская школа № 46.
- На здании самарской областной прокуратуры установлена мемориальная доска памяти Баженова.